# Encuentro Global sobre Inteligencia Artificial de 2023
El 1.er Encuentro Global sobre seguridad en la Inteligencia Artificial 2023 es un encuentro multinacional sobre la seguridad y regulación de la inteligencia artificial. Se llevó a cabo en Bletchley Park, Milton Keynes, Reino Unido, del 1 al 2 de noviembre del 2023. Fue la primera cumbre mundial sobre inteligencia artificial.

## Antecedentes
El primer ministro del Reino Unido, Rishi Sunak, ha hecho de la IA una de las prioridades de su gobierno y ha anunciado que el Reino Unido organizará una conferencia mundial sobre seguridad de la IA en otoño de 2023.

## Sede
Bletchley Park fue una instalación de descifrado de códigos de la Segunda Guerra Mundial establecida por el gobierno británico en el sitio de una mansión victoriana y se encuentra en la ciudad británica de Milton Keynes. Ha desempeñado un papel importante en la historia de la informática, y en esta instalación se construyeron algunas de las primeras computadoras modernas. En preparación, Bletchley Park estará cerrado al público hasta el 6 de noviembre.

### Agenda
Se espera que el empresario tecnológico Elon Musk y el primer ministro Rishi Sunak realicen una entrevista en vivo sobre la seguridad de la IA el 2 de noviembre.

## Resultados
28 países presentes en la cumbre, incluidos Estados Unidos, China y la Unión Europea, emitieron un acuerdo conocido como "Declaración Bletchley", que pide la cooperación internacional para gestionar los desafíos y riesgos de la inteligencia artificial. Se ha hecho hincapié en la regulación de la "IA de frontera", un término para los sistemas de IA más recientes y potentes. Las preocupaciones que se han planteado en la cumbre incluyen el uso potencial de la IA para el terrorismo, la actividad criminal y la guerra, así como el riesgo existencial que representa para la humanidad en su conjunto.
El presidente de Estados Unidos, Joe Biden, firmó una orden ejecutiva que exige a los desarrolladores de IA compartir los resultados de seguridad con el gobierno de Estados Unidos. El Gobierno de Estados Unidos también anunció la creación de un Instituto Americano de Seguridad de la IA, como parte del Instituto Nacional de Estándares y Tecnología.

## Sedes Futuras
Está previsto que la próxima Cumbre de Seguridad de la IA se celebre en Corea del Sur a mediados del 2024, seguida de Francia a finales del 2024.

## Asistentes Notables
Se espera que asistan a la cumbre las siguientes personas:
- Rishi Sunak, primer ministro del Reino Unido.[14]
- Kamala Harris, vicepresidenta de los Estados Unidos.[14]
- Carlos III, rey del Reino Unido (asistiendo virtualmente).[15]
- Elon Musk, director ejecutivo de Tesla, Inc., propietario de SpaceX, Neuralink y xAI.[14]
- Giorgia Meloni, primera ministra de Italia.[14]
- Ursula von der Leyen, presidenta de la Comisión Europea.[14]
- Sam Altman, director ejecutivo de OpenAI.[14]
- Nick Clegg, expolítico británico y presidente de asuntos globales de Meta Platforms.[14]
- Mustafa Suleyman, cofundador de DeepMind.[16]
- Michelle Donelan, secretaria de Estado de Ciencia, Innovación y Tecnología del Reino Unido.[16]
- Věra Jourová, vicepresidenta de Valores y Transparencia de la Comisión Europea.[16]
- Gina Raimondo, secretaria de Comercio de Estados Unidos.[12]
- Wu Zhaohui, viceministro chino de ciencia y tecnología, enviado por Xi Jinping.[12]